# Хамробеков, Одил Сохибджонович
Оди́л Сохибджонович Хамробе́ков (узб. Odil Soxibjonovich Hamrobekov, Odiljon Soxibjon o'g'li Xamrobekov; род. 13 февраля 1996, Шоркоргон, Наманганская область) — узбекистанский футболист, полузащитник клуба «Пахтакор».

## Карьера
Воспитанник клуба «Насаф». Играл за юношескую сборную Узбекистана на юношеском (до 17 лет) чемпионате мира 2013 в ОАЭ, где юноши Узбекистана дошли до 1/8 финала, а также участвовал на юношеском чемпионате Азии. Вместе с молодёжной (до 20 лет) сборной Узбекистана участвовал в молодёжном чемпионате мира 2015 в Новой Зеландии, где молодёжка Узбекистана дошла до четвертьфинала. В январе 2018 года вместе с молодёжной (до 23 лет) сборной Узбекистана стал чемпионом Азии на молодёжном чемпионате Азии.
С 2017 года стал привлекаться в национальную сборную Узбекистана. Дебютировал в ноябре 2017 года в товарищеском матче против сборной ОАЭ. Далее играл в товарищеских матчах против сборных Уругвая, Марокко, Сенегала, Ирана, Южной Кореи и Катара. Был включен в окончательный состав национальной сборной Узбекистана для участия в Кубке Азии 2019.

## Достижения
- Узбекистон ифтихори (6 июня 2025 года) — за большой вклад в развитие и широкую популяризацию спорта в нашей стране, утверждение здорового образа жизни в обществе, проявленные истинное мужество и стойкость, образец высокого профессионализма и целеустремленности в отборочных турнирах среди сильнейших команд Азии по футболу и впервые в истории нашей Родины завоевание путёвки на чемпионат мира, ставшее большой победой, активное участие в деле приумножения славы Нового Узбекистана в мировом масштабе, воспитания молодого поколения в духе любви к Родине, национальной гордости и патриотизма[1]